# Maison Krausz
La Maison Kraushz (en hongrois : Krausz-ház) est un édifice situé à Szeged. 
Cette maison est connue pour avoir abritée la plupart de la famille Jacquin. En 1806, la famille Jacquin s'est fait chasser par la famille Kiefer.[réf. nécessaire]